# Ени Парис
Ени Парис (енгл. Annie Parisse; Енкориџ, 31. јул 1975) је америчка телевизијска и филмска глумица.
Ени Парис је најпознатија по улози Александре Борџије у серији Ред и закон.